# The Need of Love
| Recensione                        | Giudizio |
| --------------------------------- | -------- |
| AllMusic                          |          |
| Robert Christgau                  | C+       |
| The New Rolling Stone Album Guide |          |
| Dizionario del Pop-Rock           |          |

The Need of Love è il secondo album registrato in studio del gruppo musicale statunitense Earth, Wind and Fire, pubblicato nel novembre del 1971 dalla Warner Bros. Records.

## Tracce

### LP
Lato A (S40007)
1. Energy – 9:39 (Maurice White, Wade Flemons, Don Whitehead, Sherry Scott)
2. Beauty – 4:15 (Maurice White, Wade Flemons, Don Whitehead)

Lato B (S40008)
1. I Can Feel It in My Bones – 5:06 (Maurice White, Wade Flemons, Don Whitehead)
2. I Think About Lovin' You – 6:02 (Sherry Scott)
3. Everything Is Everything – 6:50 (Richard Evans, Phillip Upchurch, Ric Powell)

## Formazione
- Maurice White – batteria, percussioni, kalimba, voce
- Wade Flemons – voce
- Don Whitehead – piano, piano elettrico, voce
- Sherry Scott – voce
- Verdine A. White – basso
- Michael Beal – chitarra, armonica
- Yackov Ben Israel – percussioni, conga
- Chet Washington – sassofono tenore
- Alex Thomas – trombone

Ospite
- Oscar Brashear – tromba (brano: "Energy")

Note aggiuntive
- Joe Wissert – produttore
- Registrazioni effettuate al "Sunset Sound Recording Studio", Hollywood, California
- Doug Botnick – ingegnere delle registrazioni
- Al Schmitt – remixaggio
- Mastering effettuato al "Bob MacLeod's Artisan Sound"
- Roland Charles – foto copertina album[6]

## Classifica
Album
| Anno | Classifica             | Posizione raggiunta |
| ---- | ---------------------- | ------------------- |
| 1972 | Billboard 200          | 89                  |
| 1972 | Top R&B/Hip-Hop Albums | 35                  |

Singoli
| Anno | Titolo del brano         | Classifica            | Posizione raggiunta |
| ---- | ------------------------ | --------------------- | ------------------- |
| 1972 | I Think About Lovin' You | Hot R&B/Hip-Hop Songs | 44                  |